# ایهور پوکارنین
ایهور پوکارنین (انگلیسی: Ihor Pokarynin؛ زادهٔ ۳۰ آوریل ۱۹۸۱) بازیکن فوتبال اهل اوکراین است.
از باشگاه‌هایی که در آن بازی کرده‌است می‌توان به باشگاه فوتبال ونتسپیلس و باشگاه فوتبال چورنومورتس اودسا اشاره کرد.